# Hugo III van Châteaudun
Hugo III van Châteaudun (overleden in 1110) was van 1080 tot aan zijn dood burggraaf van Châteaudun. 

## Levensloop
Hugo III was de tweede zoon van graaf Rotrud II van Perche en diens echtgenote Adelise, dochter van heer Guérin van Domfront. In 1080 volgde hij zijn vader op als burggraaf van Châteaudun.
In 1092 doneerde Hugo de kerk van Saint-Léonard de Bellême aan de Abdij van Marmoutier in Tours. In 1096 werd de nieuwe kapel van deze abdij ingewijd door paus Urbanus II, waarbij hij opriep tot de Eerste Kruistocht. 
Hugo III stierf in 1110, waarna hij als burggraaf van Châteaudun opgevolgd werd door zijn zoon Godfried III.

## Huwelijk en nakomelingen
Hugo huwde met Agnes, dochter van heer Foucher van Fréteval. Ze kregen volgende kinderen:
- Mathilde (overleden in 1139), huwde eerst met burggraaf Robert van Blois en daarna met graaf Godfried III van Vendôme
- Godfried III (overleden in 1145), burggraaf van Châteaudun
- Fulco